# Ratusz Arsenał (stanice metra ve Varšavě)

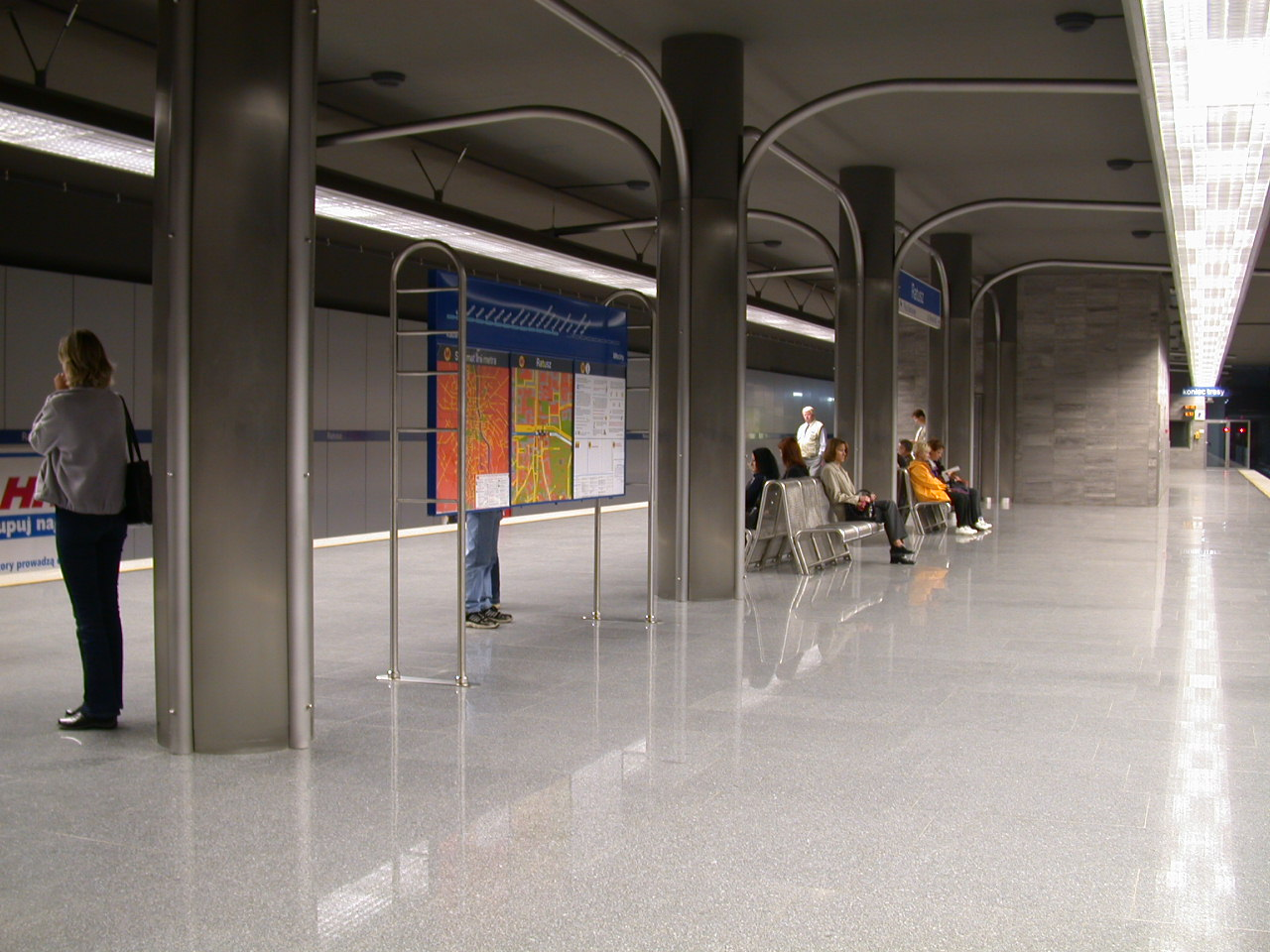
Nástupiště stanice

Ratusz Arsenał (v češtině přeložitelné jako Radnice) je stanice varšavského metra na lince M1. Kód této stanice je A-15. Do 29. prosince 2006 nesla název Ratusz.

## Charakter stanice
Stanice se nachází přímo v centru města (čtvrť Śródmieście), pod Bankovním náměstím (Plac Bankowy) nedaleko všech významných varšavských staveb. Je konstruována jako mělce založená, jedna hala s 12 m širokým ostrovním nástupištěm, podpíraná ve své ose jedou řadou sloupů. Stanice má dva výstupy, oba vedou do podzemních vestibulů, z nichž vybíhá několik schodišť vedoucích na povrch. Ratusz slouží veřejnosti již od roku 2001.